# Rudolf Höckner

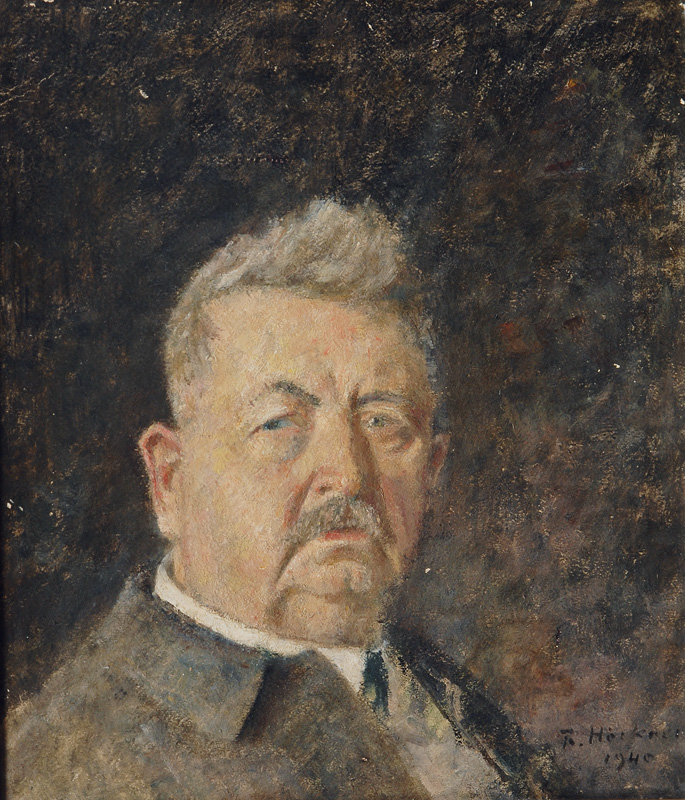
Autorretrato de Rudolf Höckner (1940)

Rudolf Höckner (* 28 de julio de 1864 en Wolkenstein (Montes Metálicos); † 22 de abril de 1942 en Bad Mergentheim) fue un pintor alemán del Norte.

## Vida

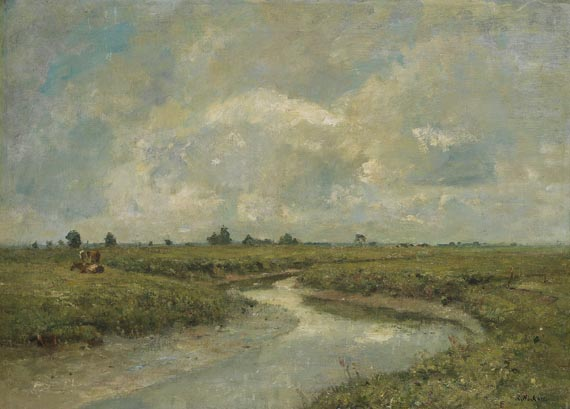
Rudolf Höckner - Die Aue bei Wedel

Nació como uno de cinco hijos en la finca de su padre en Hilmersdorf, cerca de Wolkenstein. Creció durante el Imperio Alemán. Tras la temprana muerte de su padre (1872), la familia se trasladó, primero a Freiberg y más tarde (1877) a Leipzig. Allí asistió a la Thomasschule de Leipzig hasta que se graduó de la escuela secundaria en 1885. En 1885, comenzó a estudiar teología, el primer semestre en la Universidad de Tübingen, un segundo semestre en la Universidad de Leipzig. A partir de 1886 asistió a la Escuela de Arte Gran Ducal Sajona en Weimar, tomando lecciones de Theodor Hagen. En 1890 completó sus estudios de arte con un diploma, y por sus logros especiales en la pintura de paisaje recibió un premio y una beca. En los meses siguientes viajó, especialmente al sur de Alemania e Italia.

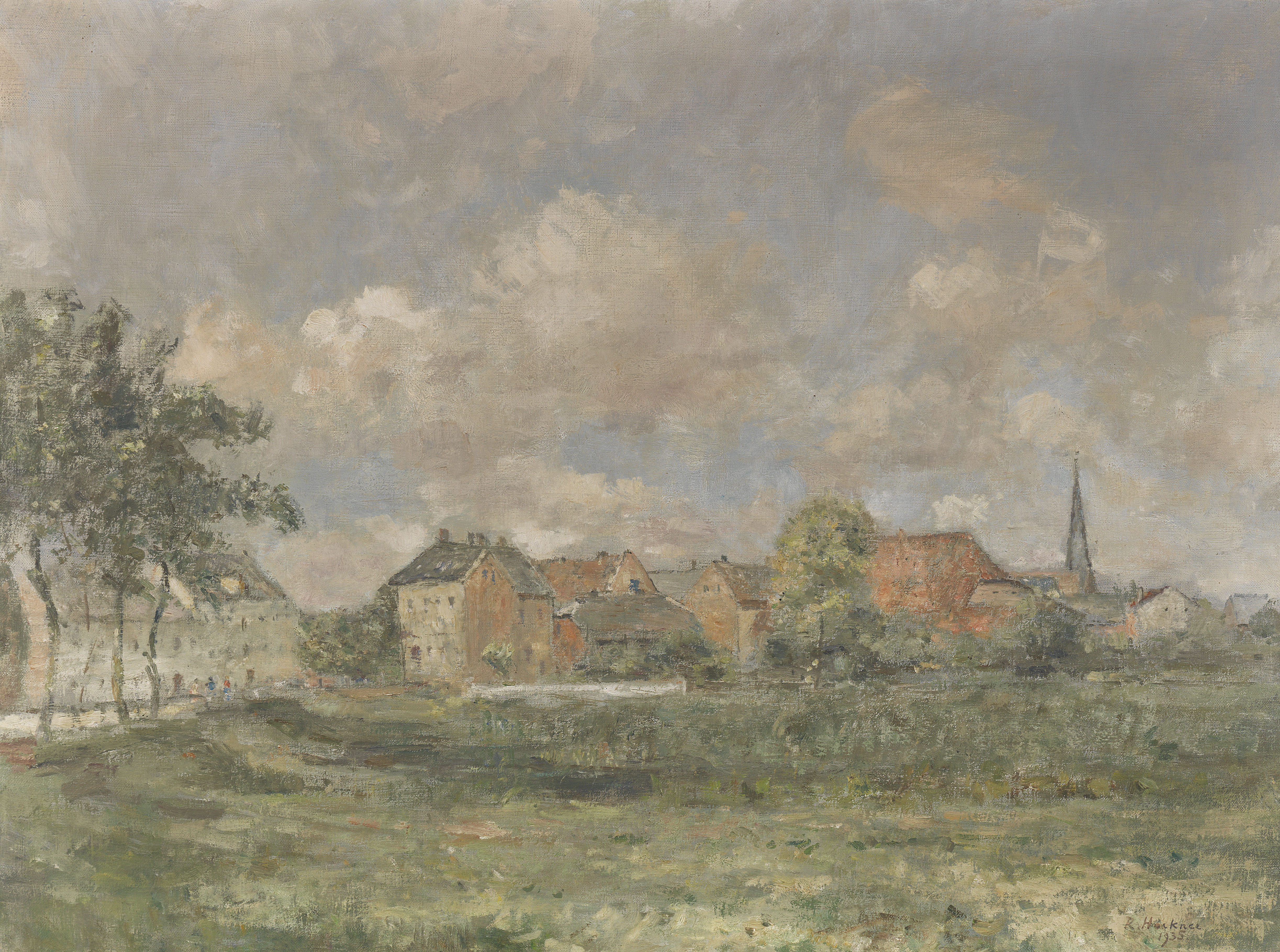
Rudolf Höckner Ansicht von Wedel 1935

En 1891, Höckner regresó a Weimar, donde se casó con Brigitte Ebsen y trabajó como pintor independiente. Probablemente motivos económicos le llevaron a trasladarse a Flensburg en 1895 y, además de su labor artística, trabajar como reportero en el Nord-Ostsee-Zeitung. En 1905, Höckner y su esposa se trasladaron a Hamburgo para trabajar como editores locales en el Hamburger Nachrichten. Aproximadamente desde 1907 trabajó cada vez más como artista independiente, sus obras se mostraron en galerías de Hamburgo y Altona.

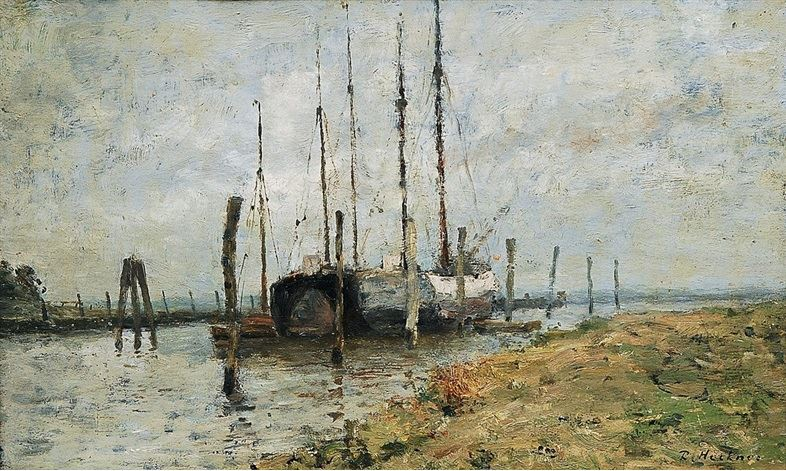
Hockner-Sailboat

En 1915, Höckner y su esposa se trasladaron a Wedel an der Elbe, donde vivieron juntos durante más de 25 años. En julio de 1929, con motivo de su 65 cumpleaños, fue galardonado como miembro honorario del Altonaer Künstlerverein. En 1939, con motivo de su 75 cumpleaños, se le concedió la ciudadanía honoraria de Wedel. Después de la muerte de su esposa en 1941, Höckner dejó Wedel y se trasladó al sur de Alemania. Murió en Bad Mergentheim ob der Tauber en 1942. Como ciudadano de honor de la ciudad, fue enterrado en Wedel.

## Obra

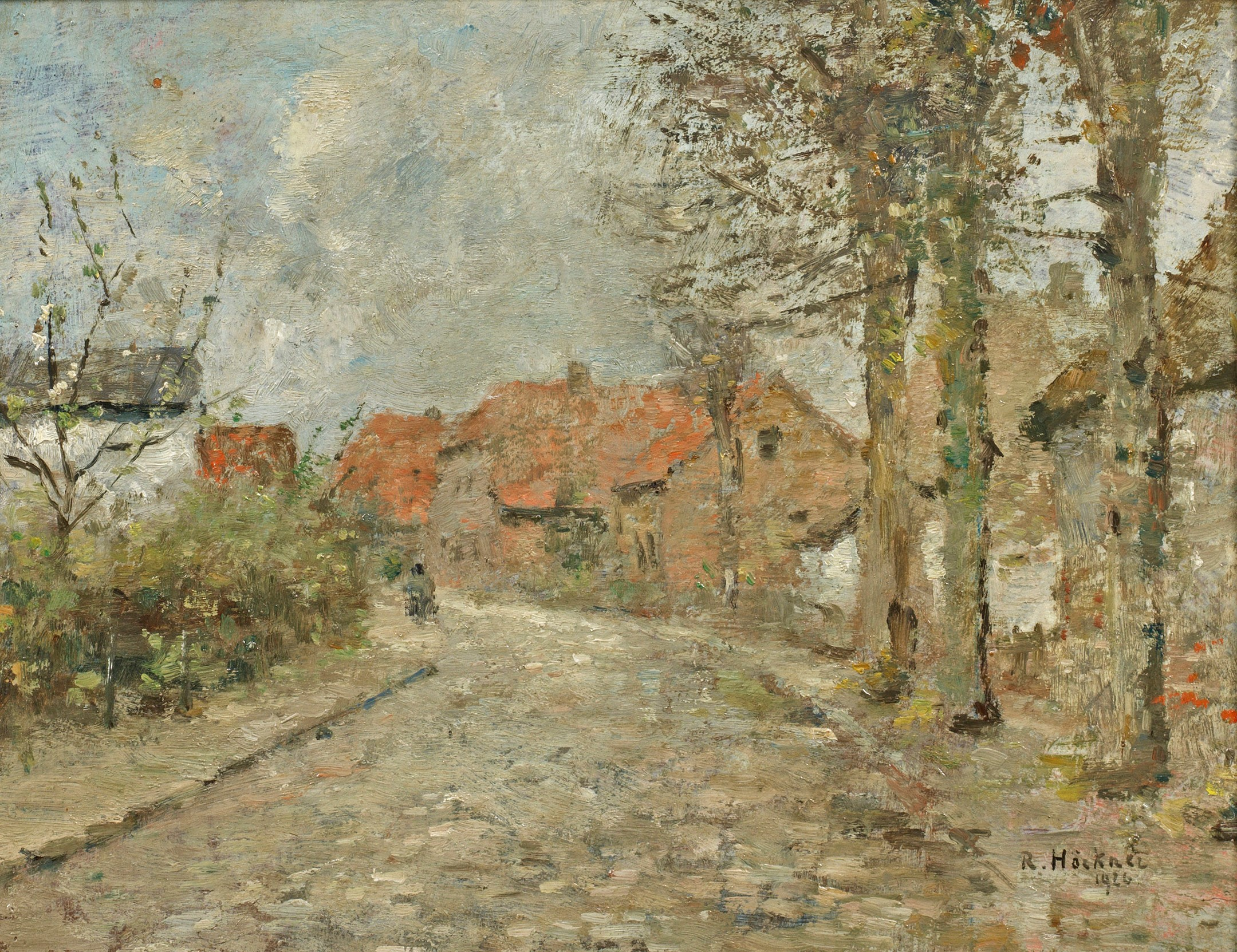
Rudolf Höckner - Norddeutsche Dorfstraße, 1926

Las numerosas pinturas supervivientes de Rudolf Höckner son en su mayoría paisajes oscuros de pequeño formato con motivos del área de Hamburgo y el norte de Alemania. En este sentido se le puede caracterizar como un paisajista. En la literatura especializada es descrito como “uno de los impresionistas de Hamburgo más importantes después de Thomas Herbst ” (C. Meyer-Tönnesmann, 2007).
Más de 250 de sus pinturas ahora son propiedad de la ciudad de Wedel, muchas de ellas en las oficinas municipales y en el Museo de la Ciudad de Wedel. Obras individuales se exhiben en la Hamburger Kunsthalle o en el Museo Altonaer, otras se encuentran en colecciones privadas. La herencia de Rudolf Höckner se encuentra en el archivo de la ciudad de Wedel, incluidas algunas cartas, cuadernos de bocetos y diarios. También hay una extensa colección de recortes de periódicos.